# Liste des lieux patrimoniaux de l'Île-du-Prince-Édouard
 (avril 2022).
 (décembre 2014).
Cet article recense les lieux patrimoniaux de l'Île-du-Prince-Édouard inscrits au répertoire canadien des lieux patrimoniaux, qu'ils soient de niveau provincial, fédéral ou municipal.
En outre, les villes suivantes possèdent leurs propres listes :
Les villes de Charlottetown et de Summerside sont traitées dans :
- Pour Charlottetown, voir la liste des lieux patrimoniaux de Charlottetown
- Pour Summerside, voir la liste des lieux patrimoniaux de Summerside

## Liste
- Haut – A
- B
- C
- D
- E
- F
- G
- H
- I
- J
- K
- L
- M
- N
- O
- P
- Q
- R
- S
- T
- U
- V
- W
- X
- Y
- Z
- 0-9

| [ 1 ]                                                                               | Lieu patrimonial                                                                           | Illustration                                              | Communauté                                   | Adresse                                | Coordonnées        | No    | Constr. | Prot.                                 | Rec. | Notes |
| ----------------------------------------------------------------------------------- | ------------------------------------------------------------------------------------------ | --------------------------------------------------------- | -------------------------------------------- | -------------------------------------- | ------------------ | ----- | ------- | ------------------------------------- | ---- | ----- |
| F                                                                                   | Phare et résidence                                                                         | Phare et résidence                                        | Afton                                        |                                        | 46.1906 -63.1294   | 10654 | 1876    | ÉFP reconnu                           | 1991 |       |
| F                                                                                   | Port-la-Joye–Fort-Amherst                                                                  | Port-la-Joye–Fort-Amherst                                 | Afton                                        | Anchor Point                           | 46.1943 -63.139    | 4301  | 1758    | LHN                                   | 1958 |       |
| P                                                                                   | Albany Little Zion Baptist Cemetery                                                        | Téléverser                                                | Albany                                       | 22246 Trans Canada Highway - Route 1   | 46.2687 -63.5951   | 11851 | 1898    | Registered Historic Place             | 2009 |       |
| P                                                                                   | 301 Church Street                                                                          | Téléverser                                                | Alberton                                     | 301 Church Street                      | 46.8106 -64.0811   | 12621 | 1909    | Registered Historic Place             | 2009 |       |
| P                                                                                   | Alberton Courthouse                                                                        | Téléverser                                                | Alberton                                     | 457 Church Street                      | 46.8125 -64.0686   | 1598  | 1878    | Designated Historic Place             | 2003 |       |
| P                                                                                   | Alberton Museum's Heritage Centre                                                          | Alberton Museum's Heritage Centre                         | Alberton                                     | 420 Church Street                      | 46.8116 -64.0707   | 9740  | 1874    | Registered Historic Place             | 2008 |       |
| P                                                                                   | Gare d'Alberton                                                                            | Gare d'Alberton                                           | Alberton                                     | 10 Railway Street                      | 46.8133 -64.0682   | 1747  | 1905    | Registered Historic Place             | 2002 |       |
| P                                                                                   | Albion Street Inn                                                                          | Téléverser                                                | Alberton                                     | 42 Albion Street                       | 46.8117 -64.0669   | 1774  | 1908    | Registered Historic Place             | 2003 |       |
| P                                                                                   | Chester Adams House                                                                        | Téléverser                                                | Alberton                                     | 41 Reid Street                         | 46.8147 -64.0639   | 12724 | 1873    | Registered Historic Place             | 2009 |       |
| P                                                                                   | Gallant House                                                                              | Téléverser                                                | Alberton                                     | 468 Church Street                      | 46.8121 -64.068    | 12661 | 1878    | Registered Historic Place             | 2009 |       |
| P                                                                                   | George Gard House                                                                          | Téléverser                                                | Alberton                                     | 90 Prince William Street               | 46.8166 -64.073    | 16421 | 1911    | Registered Historic Place             | 2010 |       |
| P                                                                                   | Gordon Memorial United Church                                                              | Gordon Memorial United Church                             | Alberton                                     | 396 Church Street                      | 46.8112 -64.0729   | 9742  | 1857    | Registered Historic Place             | 2008 |       |
| P                                                                                   | Graham House                                                                               | Téléverser                                                | Alberton                                     | 413 Church Street                      | 46.8118 -64.0715   | 12626 | 1903    | Registered Historic Place             | 2009 |       |
| P                                                                                   | Halupa's Jewelry                                                                           | Téléverser                                                | Alberton                                     | 480 Main Street                        | 46.8122 -64.0643   | 12703 | 1913    | Registered Historic Place             | 2009 |       |
| P                                                                                   | Institute Hall                                                                             | Institute Hall                                            | Alberton                                     | 524 Church Street                      | 46.8131 -64.0637   | 16482 | 1879    | Registered Historic Place             | 2010 |       |
| P                                                                                   | Kenneth Poirier Apartments                                                                 | Téléverser                                                | Alberton                                     | 107 Dufferin Street                    | 46.8139 -64.0634   | 9799  |         | Registered Historic Place             | 2008 |       |
| P                                                                                   | La Petite France                                                                           | Téléverser                                                | Alberton                                     | 441 Church Street                      | 46.8123 -64.0689   | 6296  |         | Registered Historic Place             | 2006 |       |
| P                                                                                   | Leard House                                                                                | Téléverser                                                | Alberton                                     | 519 Church Street                      | 46.8133 -64.0634   | 9747  |         | Registered Historic Place             | 2008 |       |
| F                                                                                   | Lieu historique national du Canada du Palais de Justice d'Alberton                         | Téléverser                                                | Alberton                                     | 457 Church Street                      | 46.8123 -64.0686   | 7343  | 1878    | National Historic Site of Canada      | 1980 |       |
| P                                                                                   | Morrison House                                                                             | Téléverser                                                | Alberton                                     | 424 Church Street                      | 46.8117 -64.0701   | 12667 | 1914    | Registered Historic Place             | 2009 |       |
| P                                                                                   | Primrose Lane                                                                              | Téléverser                                                | Alberton                                     | 456 Main Street                        | 46.8117 -64.0641   | 12682 | 1919    | Registered Historic Place             | 2009 |       |
| P                                                                                   | Sacred Heart Parish House                                                                  | Sacred Heart Parish House                                 | Alberton                                     | 341 Main Street                        | 46.8057 -64.0612   | 9751  | 1894    | Registered Historic Place             | 2008 |       |
| P                                                                                   | St. Peter's Anglican Church                                                                | Téléverser                                                | Alberton                                     | 498 Main Street                        | 46.8126 -64.0646   | 9733  | 1929    | Registered Historic Place             | 2008 |       |
| P                                                                                   | The French Lane                                                                            | Téléverser                                                | Alberton                                     | From Route 12 to Cascumpec Bay shore   | 46.8163 -64.052    | 9804  |         | Registered Historic Place             | 2008 |       |
| P                                                                                   | The Oaks                                                                                   | Téléverser                                                | Alberton                                     | 15483, Route 12                        | 46.8223 -64.0546   | 12761 |         | Registered Historic Place             | 2009 |       |
| P                                                                                   | The Oulton House                                                                           | Téléverser                                                | Alberton                                     | 98 Princess Street                     | 46.8131 -64.0569   | 9781  |         | Registered Historic Place             | 2008 |       |
| P                                                                                   | Zetland Masonic Lodge No. 7                                                                | Zetland Masonic Lodge No. 7                               | Alberton                                     | 119 Poplar Street                      | 46.8118 -64.0636   | 9730  | 1867    | Registered Historic Place             | 2008 |       |
| P                                                                                   | Archibald Matheson House                                                                   | Téléverser                                                | Albion Cross                                 | 142 Albion Road, Route 327             | 46.3283 -62.4841   | 1661  | 1887    | Registered Historic Place             | 2002 |       |
| P                                                                                   | Holy Trinity Alma Anglican Church                                                          | Holy Trinity Alma Anglican Church                         | Alma                                         | 40986 Western Road, Route 2            | 46.8638 -64.1077   | 8707  | 1890    | Registered Historic Place             | 2007 |       |
| P                                                                                   | Jeffery House                                                                              | Téléverser                                                | Alma                                         | 1111 Centre Line Road - Route 151      | 46.8602 -64.1365   | 9808  | 1912    | Registered Historic Place             | 2008 |       |
| P                                                                                   | Orchard Brook Farm                                                                         | Téléverser                                                | Alma                                         | 91 Dunbar Road                         | 46.8657 -64.1303   | 9811  | 1901    | Registered Historic Place             | 2008 |       |
| P                                                                                   | La Green                                                                                   | Téléverser                                                | Anglo Tignish                                | 192 Founders Lane                      | 46.9608 -64.0004   | 1647  | 1800    | Registered Historic Place             | 2001 |       |
| P                                                                                   | Sebastian Davidson House                                                                   | Téléverser                                                | Anglo Tignish                                | 19558 Route 12                         | 46.9641 -64.0106   | 1820  | 1835    | Registered Historic Place             | 2002 |       |
| P                                                                                   | St. Patrick's Roman Catholic Church                                                        | St. Patrick's Roman Catholic Church                       | Bayside                                      | 4284 - Route 12                        | 46.5074 -63.9127   | 16541 | 1890    | Registered Historic Place             | 2010 |       |
| P                                                                                   | The Wright House                                                                           | Téléverser                                                | Bedeque                                      | 1214 Callbeck Street, Route 171        | 46.3382 -63.72     | 5366  | 1807    | Registered Historic Place             | 2006 |       |
| P                                                                                   | St. John's Presbyterian Church                                                             | Téléverser                                                | Belfast                                      | 2794 Garfield Road - Route 207         | 46.0784 -62.8782   | 15790 | 1824    | Registered Historic Place             | 2010 |       |
| P                                                                                   | Belle River Pioneer Cemetery                                                               | Téléverser                                                | Belle River                                  | Factory Road                           | 45.982 -62.836     | 12204 | 1832    | Registered Historic Place             | 2009 |       |
| P                                                                                   | Bideford Parsonage Museum                                                                  | Téléverser                                                | Bideford                                     | 7 Bideford Road                        | 46.6104 -63.9156   | 13175 | 1878    | Designated Historic Place             | 2009 |       |
| P                                                                                   | Bonshaw Pioneer Cemetery                                                                   | Téléverser                                                | Bonshaw                                      | Trans Canada Highway                   | 46.1944 -63.3517   | 1952  | 1865    | Registered Historic Place             | 2008 |       |
| F                                                                                   | Lieu historique national du Canada Strathgartney Homestead                                 | Téléverser                                                | Bonshaw                                      |                                        | 46.2 -63.35        | 7764  | 1868    | National Historic Site of Canada      | 1996 |       |
| F                                                                                   | Lieu historique national du Canada de l'Hôtel-Shaws                                        | Téléverser                                                | Brackley                                     |                                        | 46.4248 -63.1832   | 12974 | 2000    | National Historic Site of Canada      | 2004 |       |
| P                                                                                   | Portage Shore Pioneer Cemetery                                                             | Téléverser                                                | Brackley Point                               | Portage Road, Route 6                  | 46.4092 -63.2172   | 10796 | 1847    | Registered Historic Place             | 2008 |       |
| P                                                                                   | Immaculate Conception Parochial House - Brae                                               | Téléverser                                                | Brae                                         | 2877 Beaton Road, Route 138            | 46.6385 -64.1897   | 1900  | 1856    | Registered Historic Place             | 2002 |       |
| P                                                                                   | The Dunn House                                                                             | Téléverser                                                | Brooklyn                                     | 286 Ashley Road                        | 46.797 -64.1078    | 9822  | 1916    | Registered Historic Place             | 2008 |       |
| P                                                                                   | Brudenell Community Centre                                                                 | Téléverser                                                | Brudenell                                    | 415 Brudenell Point Road - Route 319   | 46.1912 -62.6294   | 12098 | 1863    | Registered Historic Place             | 2009 |       |
| P                                                                                   | Lot 7 Pioneer Roman Catholic Cemetery                                                      | Téléverser                                                | Burton                                       | Route 14                               | 46.752 -64.3621    | 10806 |         | Registered Historic Place             | 2008 |       |
| P                                                                                   | Campbellton United Church                                                                  | Téléverser                                                | Campbellton                                  | 8797 Route 14                          | 46.792 -64.3027    | 9817  | 1862    | Registered Historic Place             | 2008 |       |
| P                                                                                   | Canoe Cove School                                                                          | Téléverser                                                | Canoe Cove                                   | 1066 Canoe Cove Road, Route 19A        | 46.1551 -63.2953   | 1773  | 1850    | Registered Historic Place             | 2003 |       |
| P                                                                                   | Cape Wolfe Pioneer Roman Catholic Cemetery                                                 | Téléverser                                                | Cape Wolfe                                   | Route 14                               | 46.7277 -64.3869   | 10797 |         | Registered Historic Place             | 2008 |       |
| P                                                                                   | Howard House                                                                               | Téléverser                                                | Cape Wolfe                                   | 7160 Route 14                          | 46.739 -64.3729    | 2013  | 1880    | Registered Historic Place             | 2001 |       |
| P                                                                                   | Reilly Burial Plot                                                                         | Téléverser                                                | Cape Wolfe                                   | Route 14                               | 46.7247 -64.391    | 13052 |         | Registered Historic Place             | 2009 |       |
| P                                                                                   | All Saints Roman Catholic Church                                                           | Téléverser                                                | Cardigan                                     | 4279 Chapel Road - Route 321           | 46.2425 -62.6221   | 11344 | 1874    | Registered Historic Place             | 2009 |       |
| P                                                                                   | Cardigan Craft Centre                                                                      | Téléverser                                                | Cardigan                                     | 358 Shore Road                         | 46.2306 -62.6206   | 10731 | 1874    | Registered Historic Place             | 2008 |       |
| P                                                                                   | Joe and Nora MacDonald Home                                                                | Téléverser                                                | Cardigan                                     | 64 Pleasant Street                     | 46.2339 -62.6174   | 11554 | 1894    | Registered Historic Place             | 2009 |       |
| P                                                                                   | John and Jocelyn Brothers Home                                                             | Téléverser                                                | Cardigan                                     | 341 Shore Road                         | 46.2309 -62.6216   | 10745 |         | Registered Historic Place             | 2008 |       |
| P                                                                                   | St. Andrew's Presbyterian Church                                                           | Téléverser                                                | Cardigan                                     | 268 Shore Road                         | 46.2325 -62.6251   | 10722 | 1888    | Registered Historic Place             | 2008 |       |
| P                                                                                   | Cascumpec United Church                                                                    | Cascumpec United Church                                   | Cascumpec                                    | 13724 Cascumpec Road - Route 12        | 46.7634 -64.1083   | 1618  | 1871    | Registered Historic Place             | 2003 |       |
| P                                                                                   | St. Anthony's Pioneer Roman Catholic Cemetery                                              | St. Anthony's Pioneer Roman Catholic Cemetery             | Cascumpec                                    | Cemetery Road                          | 46.7557 -64.0801   | 16121 | 1878    | Registered Historic Place             | 2010 |       |
| P                                                                                   | The Hudson Homestead                                                                       | Téléverser                                                | Cascumpec                                    | 13389 Cascumpec Road, Route 12         | 46.7606 -64.0906   | 6298  |         | Registered Historic Place             | 2006 |       |
| F                                                                                   | Ferme Simpson, Maison principale                                                           | Téléverser                                                | Cavendish                                    |                                        | 46.4925 -63.3909   | 10400 | 1921    | Recognized Federal Heritage Building  | 1999 |       |
| F                                                                                   | Site patrimonial Green Gables                                                              | Site patrimonial Green Gables                             | Cavendish                                    |                                        | 46.4917 -63.3851   | 11370 | 1870    | Recognized Federal Heritage Building  | 1985 |       |
| Pour la ville de Charlottetown, voir Liste des lieux patrimoniaux de Charlottetown. |                                                                                            |                                                           |                                              |                                        |                    |       |         |                                       |      |       |
| P                                                                                   | McArthur Family Cemetery                                                                   | Téléverser                                                | Churchill                                    | Peter's Road, Route 244                | 46.2269 -63.326    | 10635 | 1879    | Registered Historic Place             | 2008 |       |
| P                                                                                   | Atwell House                                                                               | Téléverser                                                | Clyde River                                  | 14718 Trans Canada Highway, Route 1    | 46.2256 -63.2525   | 1630  | 1842    | Designated Historic Place             | 2001 |       |
| P                                                                                   | Clyde River Pioneer Cemetery                                                               | Téléverser                                                | Clyde River                                  | South of Route 1 and East of Route 247 | 46.214 -63.2571    | 11846 | 1908    | Registered Historic Place             | 2009 |       |
| P                                                                                   | Marc and Janice Vandaele, Maple Lane B&B                                                   | Téléverser                                                | Commercial Cross                             | 1540 Whim Road - Route 316             | 46.1249 -62.6446   | 11520 | 1915    | Registered Historic Place             | 2009 |       |
| P                                                                                   | Newson's Pioneer Cemetery                                                                  | Téléverser                                                | Cornwall                                     | Route 248 - Ferry Road                 | 46.2264 -63.21     | 11804 | 1880    | Registered Historic Place             | 2009 |       |
| P                                                                                   | St. James United Church                                                                    | Téléverser                                                | Covehead                                     | 3534 Black River Road                  | 46.3936 -63.1496   | 15182 | 1837    | Registered Historic Place             | 2009 |       |
| F                                                                                   | Église unie de Tryon                                                                       | Téléverser                                                | Crapaud                                      | Highway 10                             | 46.2397 -63.4994   | 12010 | 1881    | National Historic Site of Canada      | 1990 |       |
| P                                                                                   | The Cannery at Basin Head Fisheries Museum                                                 | Téléverser                                                | Eastern Kings                                | 336, chemin Basin Head                 | 46.3786 -62.1091   | 7436  | 1941    | LP désigné                            | 2005 |       |
| P                                                                                   | East Point Fog Alarm Building                                                              | East Point Fog Alarm Building                             | Eastern Kings                                | 398, chemin Lighthouse                 | 46.45242 -61.97191 | 19205 | 1908    | LP désigné                            | 2012 |       |
| P                                                                                   | Elmira Railway Station                                                                     | Elmira Railway Station                                    | Eastern Kings                                | 457, chemin Elmira                     | 46.4399 -62.0645   | 4604  | 1912    | LP désigné                            | 2005 |       |
| P                                                                                   | Red Bank Pioneer Cemetery                                                                  | Téléverser                                                | Eastern Kings                                | 195, chemin North Lake Harbour         | 46.4666 -62.0728   | 16006 | 1840    | LP répertorié                         | 2010 |       |
| P                                                                                   | Silas Sewell Robertson Farm House                                                          | Téléverser                                                | Eastern Kings                                | 2937, chemin East Point                | 46.398 -62.0935    | 9288  |         | LP répertorié                         | 2007 |       |
| F                                                                                   | Tour de la station de phare de la Pointe Est                                               | Tour de la station de phare de la Pointe Est              | Eastern Kings                                |                                        | 46.4529 -61.9711   | 11479 | 1867    | ÉFP reconnu                           | 1992 | [ 3 ] |
| P                                                                                   | Glasgow Road Cemetery                                                                      | Téléverser                                                | Ebenezer                                     | Route 224                              | 46.3546 -63.2645   | 12915 | 1931    | Registered Historic Place             | 2009 |       |
| P                                                                                   | Acadian-Scottish Ancient Burial Ground                                                     | Téléverser                                                | Eldon                                        | 142 Selkirk Park Road                  | 46.0934 -62.9127   | 14923 |         | Designated Historic Place             | 2009 |       |
| P                                                                                   | Acadian-Scottish Ancient Burial Ground                                                     | Téléverser                                                | Eldon                                        | 142 Selkirk Park Road                  | 46.0934 -62.9127   | 9701  |         | Registered Historic Place             | 2005 |       |
| P                                                                                   | Flat River Pioneer Cemetery                                                                | Téléverser                                                | Flat River                                   | Beaton Lane                            | 46.0086 -62.8817   | 12210 | 1829    | Registered Historic Place             | 2009 |       |
| P                                                                                   | Blanchard Cottage                                                                          | Téléverser                                                | Fortune                                      | 35 Burkes Lane                         | 46.3334 -62.3462   | 15126 | 1938    | Registered Historic Place             | 2009 |       |
| P                                                                                   | Former Fortune Cove Schoolhouse                                                            | Former Fortune Cove Schoolhouse                           | Fortune Cove                                 | 165 Warren Road                        | 46.7524 -64.1276   | 16443 | 1888    | Registered Historic Place             | 2010 |       |
| P                                                                                   | The Kirkham House                                                                          | Téléverser                                                | Fortune Cove                                 | 190 Fortune Road - Route 172           | 46.758 -64.1163    | 9862  |         | Registered Historic Place             | 2008 |       |
| P                                                                                   | St. Brigid's Old Roman Catholic Cemetery                                                   | St. Brigid's Old Roman Catholic Cemetery                  | Foxley River                                 | Canadian Road - Route 168              | 46.6927 -64.0134   | 16128 | 1919    | Registered Historic Place             | 2010 |       |
| P                                                                                   | St. Brigid's Roman Catholic Church                                                         | St. Brigid's Roman Catholic Church                        | Foxley River                                 | 14 Canadian Road, Route 168            | 46.6928 -64.0126   | 1636  | 1868    | Registered Historic Place             | 2003 |       |
| P                                                                                   | Ashford Cottage                                                                            | Téléverser                                                | Freetown                                     | 1494 Freetown Road                     | 46.3746 -63.6161   | 9700  | 1890    | Designated Historic Place             | 2008 |       |
| P                                                                                   | Charles and Vicky Mahar Home                                                               | Téléverser                                                | Georgetown                                   | 126 Grafton Street                     | 46.1835 -62.5274   | 10703 |         | Registered Historic Place             | 2008 |       |
| P                                                                                   | Donald B. Taylor and Arlene Smith Home                                                     | Téléverser                                                | Georgetown                                   | 73 Water Street                        | 46.1812 -62.5314   | 11492 | 1906    | Registered Historic Place             | 2009 |       |
| P                                                                                   | Francis Hebert Machine Shop                                                                | Téléverser                                                | Georgetown                                   | 45 Victoria Street                     | 46.184 -62.5306    | 11328 |         | Registered Historic Place             | 2009 |       |
| P                                                                                   | Georgetown Inn                                                                             | Téléverser                                                | Georgetown                                   | 62 Richmond Street                     | 46.1815 -62.533    | 1662  | 1840    | Registered Historic Place             | 2003 |       |
| P                                                                                   | Gordon Douglas House                                                                       | Téléverser                                                | Georgetown                                   | 13 Water Street                        | 46.1801 -62.5369   | 11514 |         | Registered Historic Place             | 2009 |       |
| P                                                                                   | Holy Trinity Anglican Church                                                               | Holy Trinity Anglican Church                              | Georgetown                                   | 93 Grafton Street                      | 46.1832 -62.5306   | 12046 | 1842    | Registered Historic Place             | 2009 |       |
| P                                                                                   | Kings County Courthouse                                                                    | Kings County Courthouse                                   | Georgetown                                   | 60 Kent Street                         | 46.1841 -62.5333   | 7442  | 1887    | Designated Historic Place             | 2001 |       |
| P                                                                                   | Lewis and Clara Ann Lavandier House                                                        | Téléverser                                                | Georgetown                                   | 86 Grafton Street                      | 46.1828 -62.531    | 11401 | 1880    | Registered Historic Place             | 2009 |       |
| P                                                                                   | Macdonald House                                                                            | Téléverser                                                | Georgetown                                   | 65 Water Street                        | 46.1812 -62.5315   | 11441 | 1835    | Registered Historic Place             | 2009 |       |
| P                                                                                   | Manfred and Christian Ohlandt Property                                                     | Téléverser                                                | Georgetown                                   | 58-62 Grafton Street                   | 46.1823 -62.5334   | 11284 |         | Registered Historic Place             | 2009 |       |
| P                                                                                   | St. David's United Church                                                                  | Téléverser                                                | Georgetown                                   | 50 Grafton Street                      | 46.1821 -62.5341   | 11965 | 1837    | Registered Historic Place             | 2009 |       |
| P                                                                                   | Terry Parker Home                                                                          | Téléverser                                                | Georgetown                                   | 13 Richmond Street                     | 46.1809 -62.5372   | 10732 |         | Registered Historic Place             | 2008 |       |
| P                                                                                   | Therese Mair House                                                                         | Téléverser                                                | Georgetown                                   | 20 Kent Street                         | 46.1816 -62.5322   | 11204 | 1893    | Registered Historic Place             | 2008 |       |
| P                                                                                   | Timothy Mair House                                                                         | Téléverser                                                | Georgetown                                   | 12 Kent Street                         | 46.1808 -62.5319   | 12071 |         | Registered Historic Place             | 2009 |       |
| P                                                                                   | Brudenell Island Pioneer Cemetery                                                          | Téléverser                                                | Georgetown Royalty                           | Brudenell Island                       | 46.1966 -62.5793   | 11659 | 1804    | Registered Historic Place             | 2009 |       |
| P                                                                                   | Bruce Road Pioneer Grave                                                                   | Téléverser                                                | Glenwilliam                                  | Bruce Road - Route 349                 | 46.0445 -62.6477   | 16061 | 1889    | Registered Historic Place             | 2010 |       |
| P                                                                                   | Corpus Christi Church                                                                      | Téléverser                                                | Glenwood                                     | 31 Glenwood Church Road                | 46.6394 -64.3177   | 15150 | 1905    | Registered Historic Place             | 2009 |       |
| P                                                                                   | Pierre Jacques Pioneer Cemetery                                                            | Pierre Jacques Pioneer Cemetery                           | Glenwood                                     | MacDonald Road, Route 176              | 46.6359 -64.3106   | 10767 |         | Registered Historic Place             | 2008 |       |
| F                                                                                   | Dalvay-by-the-Sea                                                                          | Téléverser                                                | Grand Tracadie                               | Route 6                                | 46.4138 -63.0758   | 1859  | 1899    | LHN                                   | 1990 | [ 4 ] |
| F                                                                                   | Hôtel Dalvay-by-the-Sea                                                                    | Hôtel Dalvay-by-the-Sea                                   | Grand Tracadie                               |                                        | à géolocaliser     | 4308  | 1896    | ÉFP classé                            | 1988 | [ 5 ] |
| P                                                                                   | Brehaut - Beck House                                                                       | Téléverser                                                | Guernsey Cove                                | 3611 Cape Bear Road - Route 18         | 45.9758 -62.5203   | 15901 | 1870    | Registered Historic Place             | 2010 |       |
| P                                                                                   | Hamilton Hall                                                                              | Téléverser                                                | Hamilton                                     | 2282 Hamilton Road, Route 104          | 46.4963 -63.6998   | 1641  | 1889    | Registered Historic Place             | 2001 |       |
| P                                                                                   | Harrington Pioneer Cemetery                                                                | Téléverser                                                | Harrington                                   | Brackley Point Road, Route 15          | 46.3625 -63.174    | 10777 | 1841    | Registered Historic Place             | 2008 |       |
| P                                                                                   | Bagnall House                                                                              | Téléverser                                                | Hazel Grove                                  | 22, Route 239                          | 46.3669 -63.3754   | 10471 | 1909    | Registered Historic Place             | 2008 |       |
| P                                                                                   | Harvey and Velda Bertram House                                                             | Téléverser                                                | Hazel Grove                                  | 24 Hazel Grove Road, Route 228         | 46.3684 -63.381    | 10397 | 1902    | Registered Historic Place             | 2008 |       |
| P                                                                                   | Roy House                                                                                  | Téléverser                                                | Hazel Grove                                  | 20259, Route 2                         | 46.3661 -63.3765   | 13945 | 1851    | Designated Historic Place             | 2009 |       |
| P                                                                                   | Roy House                                                                                  | Téléverser                                                | Hazel Grove                                  | 20259, Route 2                         | 46.3661 -63.3765   | 11475 | 1851    | Designated Historic Place             | 2009 |       |
| P                                                                                   | Alan and Mary Nisbet Home                                                                  | Téléverser                                                | Hunter River                                 | 4273 Hopedale Road - Route 13          | 46.3542 -63.3494   | 10460 |         | Registered Historic Place             | 2008 |       |
| P                                                                                   | Ben Bernard House                                                                          | Téléverser                                                | Hunter River                                 | 4296, Route 13                         | 46.3551 -63.3487   | 10378 | 1898    | Registered Historic Place             | 2008 |       |
| P                                                                                   | Bertram Home                                                                               | Téléverser                                                | Hunter River                                 | 4281 Hopedale Road, Route 13           | 46.3545 -63.3493   | 10321 | 1918    | Registered Historic Place             | 2008 |       |
| P                                                                                   | Carter W. Jeffery Home                                                                     | Téléverser                                                | Hunter River                                 | 4367, Route 13                         | 46.3582 -63.3477   | 10344 |         | Registered Historic Place             | 2008 |       |
| P                                                                                   | Former Hunter River Library                                                                | Former Hunter River Library                               | Hunter River                                 | 19792, Route 2                         | 46.3556 -63.3503   | 10383 |         | Registered Historic Place             | 2008 |       |
| P                                                                                   | Former Noye House                                                                          | Téléverser                                                | Hunter River                                 | 4285 Hopedale Road, Route 13           | 46.3547 -63.3492   | 10392 | 1922    | Registered Historic Place             | 2008 |       |
| P                                                                                   | Former St. Mary's of the People Catholic Church                                            | Téléverser                                                | Hunter River                                 | 19719, Route 2                         | 46.3538 -63.3464   | 10501 | 1949    | Registered Historic Place             | 2008 |       |
| P                                                                                   | Hunter River Presbyterian Church                                                           | Téléverser                                                | Hunter River                                 | 19800, Route 2                         | 46.3558 -63.3507   | 10340 | 1890    | Registered Historic Place             | 2008 |       |
| P                                                                                   | Margaret and Gordon Smith Home                                                             | Téléverser                                                | Hunter River                                 | 4315, Route 13                         | 46.356 -63.3489    | 10381 |         | Registered Historic Place             | 2008 |       |
| P                                                                                   | Richardson House                                                                           | Téléverser                                                | Hunter River                                 | 4375 Route 13                          | 46.3586 -63.3474   | 10304 |         | Registered Historic Place             | 2008 |       |
| P                                                                                   | The Forge                                                                                  | Téléverser                                                | Hunter River                                 | 4377, Route 13                         | 46.3586 -63.3473   | 10388 |         | Registered Historic Place             | 2008 |       |
| P                                                                                   | The Grist Mill                                                                             | Téléverser                                                | Hunter River                                 | 4373, Route 13                         | 46.3585 -63.3474   | 13944 | 1948    | Designated Historic Place             | 2009 |       |
| P                                                                                   | The Grist Mill                                                                             | Téléverser                                                | Hunter River                                 | 4373, Route 13                         | 46.3585 -63.3474   | 11473 | 1948    | Designated Historic Place             | 2009 |       |
| P                                                                                   | Wood Drying Kiln                                                                           | Téléverser                                                | Hunter River                                 | 4373, Route 13                         | 46.3585 -63.3477   | 10363 |         | Registered Historic Place             | 2008 |       |
| P                                                                                   | Essery House                                                                               | Téléverser                                                | Huntley                                      | 1424 Route 152                         | 46.8445 -64.083    | 9847  | 1914    | Registered Historic Place             | 2008 |       |
| P                                                                                   | Hunter House                                                                               | Téléverser                                                | Huntley                                      | 1013 Route 152                         | 46.8272 -64.0736   | 9827  | 1883    | Registered Historic Place             | 2008 |       |
| P                                                                                   | The Gordon Cemetery                                                                        | The Gordon Cemetery                                       | Huntley                                      | 1645 Route 152                         | 46.8537 -64.0812   | 9849  | 1857    | Registered Historic Place             | 2008 |       |
| P                                                                                   | Indian River Pioneer Roman Catholic Cemetery                                               | Téléverser                                                | Indian River                                 | Easter Road                            | 46.4716 -63.6895   | 16141 |         | Registered Historic Place             | 2010 |       |
| P                                                                                   | St. Mary's Church, Indian River                                                            | St. Mary's Church, Indian River                           | Indian River                                 | 1374 Hamilton Road, Route 104          | 46.4763 -63.6689   | 15781 | 1902    | Registered Historic Place             | 2010 |       |
| P                                                                                   | St. Michael's Parish House                                                                 | Téléverser                                                | Iona                                         | 1963 Iona Road, Route 206              | 46.0959 -62.8166   | 1829  | 1870    | Registered Historic Place             | 2001 |       |
| F                                                                                   | Immeuble de gouvernement du Canada                                                         | Téléverser                                                | Kensington                                   | Mill Valley Road (Victoria Street)     | 46.436 -63.638     | 16126 | 1954    | Recognized Federal Heritage Building  | 1996 |       |
| F                                                                                   | Lieu historique national du Canada de la Gare-du-Prince Edward Island Railway-à-Kensington | Téléverser                                                | Kensington                                   |                                        | 46.4336 -63.6334   | 7447  | 1904    | National Historic Site of Canada      | 1976 |       |
| P                                                                                   | St. Mark's Anglican Church                                                                 | Téléverser                                                | Kensington                                   | 49 Victoria Street East                | 46.4379 -63.6349   | 16561 | 1885    | Registered Historic Place             | 2010 |       |
| P                                                                                   | Christ Church                                                                              | Téléverser                                                | Kildare Capes                                | 17668 - Route 12                       | 46.8872 -63.9769   | 9880  |         | Registered Historic Place             | 2008 |       |
| P                                                                                   | Howard Christian Cemetery                                                                  | Téléverser                                                | Kingston                                     | Route 235                              | 46.259 -63.2546    | 11816 | 1902    | Registered Historic Place             | 2009 |       |
| P                                                                                   | St. Malachy's Roman Catholic Church                                                        | Téléverser                                                | Kinkora                                      | 40 Anderson Road                       | 46.3224 -63.5932   | 16585 | 1901    | Registered Historic Place             | 2010 |       |
| P                                                                                   | Uigg Pioneer Cemetery                                                                      | Téléverser                                                | Kinross                                      | Route 24 - Murray Harbour Road         | 46.1602 -62.8106   | 12779 | 1839    | Registered Historic Place             | 2009 |       |
| P                                                                                   | Knutsford School                                                                           | Téléverser                                                | Knutsford                                    | 2777 O'Leary Road, Route 142           | 46.6978 -64.2774   | 1673  | 1879    | Registered Historic Place             | 2002 |       |
| P                                                                                   | Launching 1790 Pioneer Cemetery                                                            | Téléverser                                                | Launching                                    | St. Michael's Lane                     | 46.2136 -62.4122   | 16021 |         | Registered Historic Place             | 2010 |       |
| P                                                                                   | Launching Pioneer Cemetery                                                                 | Téléverser                                                | Launching                                    | Primrose Road - Route 311              | 46.2209 -62.4312   | 12261 | 1820    | Registered Historic Place             | 2009 |       |
| P                                                                                   | St. Anne's Roman Catholic Church                                                           | St. Anne's Roman Catholic Church                          | Lennox Island                                | 15 Eagle Feather Trail                 | 46.6005 -63.8559   | 16621 | 1895    | Registered Historic Place             | 2010 |       |
| P                                                                                   | Duncan Munn Property                                                                       | Téléverser                                                | Little Sands                                 | 11533 Shore Road - Route 4             | 45.9652 -62.6573   | 15817 |         | Registered Historic Place             | 2010 |       |
| P                                                                                   | Little Sands United Church                                                                 | Téléverser                                                | Little Sands                                 | 11352 Shore Road, Route 4              | 45.9662 -62.6457   | 5255  | 1898    | Registered Historic Place             | 2006 |       |
| P                                                                                   | L.M. Montgomery Lower Bedeque School                                                       | Téléverser                                                | Lower Bedeque                                | 14 New Road                            | 46.3434 -63.7659   | 3345  | 1886    | Registered Historic Place             | 2005 |       |
| P                                                                                   | Aitken House                                                                               | Téléverser                                                | Lower Montague                               | 28 St. Andrews Point Road              | 46.1698 -62.5592   | 12019 | 1824    | Registered Historic Place             | 2009 |       |
| P                                                                                   | George Poole Home                                                                          | Téléverser                                                | Lower Montague                               | 430 Lower Montague Road                | 46.1696 -62.562    | 10725 |         | Registered Historic Place             | 2008 |       |
| P                                                                                   | Kenneth A. Murphy House                                                                    | Téléverser                                                | Lower Montague                               | 892 Route 17                           | 46.1636 -62.5912   | 11297 |         | Registered Historic Place             | 2009 |       |
| P                                                                                   | Lime Kiln - Former Campbell Property                                                       | Téléverser                                                | Lower Montague                               | 494 Route 17                           | 46.1644 -62.6148   | 15921 |         | Registered Historic Place             | 2010 |       |
| P                                                                                   | Lime Kiln - Zita Boudreault Property                                                       | Téléverser                                                | Lower Montague                               | 651 Route 17                           | 46.1732 -62.6068   | 11369 |         | Registered Historic Place             | 2009 |       |
| P                                                                                   | Mary Elliot Home                                                                           | Téléverser                                                | Lower Montague                               | 11 Sunset Lane                         | 46.169 -62.5629    | 10729 |         | Registered Historic Place             | 2008 |       |
| P                                                                                   | St. Andrew's Point Pioneer Cemetery                                                        | Téléverser                                                | Lower Montague                               | St. Andrew's Point Road                | 46.1589 -62.527    | 11600 | 1799    | Registered Historic Place             | 2009 |       |
| P                                                                                   | The Martin House                                                                           | Téléverser                                                | Lower Newtown                                | 162 Newtown Road - Route 211           | 46.1104 -62.8581   | 2360  | 1900    | Registered Historic Place             | 2003 |       |
| P                                                                                   | Keir Memorial Museum                                                                       | Téléverser                                                | Malpeque                                     | 2214 Route 20                          | 46.529 -63.6866    | 1775  | 1927    | Registered Historic Place             | 2004 |       |
| P                                                                                   | Marshfield Pioneer Cemetery                                                                | Téléverser                                                | Marshfield                                   | 14576 St. Peters Road - Route 2        | 46.2935 -63.0839   | 10615 |         | Registered Historic Place             | 2008 |       |
| P                                                                                   | Bell Haven                                                                                 | Téléverser                                                | Mill River East                              | 66 Bell Lane                           | 46.7504 -64.1619   | 16409 | 1911    | Registered Historic Place             | 2010 |       |
| P                                                                                   | Samuel Gard House                                                                          | Téléverser                                                | Mill River East                              | 1440 Mill River East Road - Route 145  | 46.7662 -64.145    | 9884  |         | Registered Historic Place             | 2008 |       |
| P                                                                                   | Harvey Moore Wildlife Centre                                                               | Téléverser                                                | Milltown Cross                               | 7096 Commercial Road - Route 4         | 46.1118 -62.626    | 12361 | 1949    | Registered Historic Place             | 2009 |       |
| P                                                                                   | St. John the Baptist Roman Catholic Church                                                 | St. John the Baptist Roman Catholic Church                | Miscouche                                    | 10 Lady Slipper Drive North            | 46.4333 -63.8672   | 16622 | 1892    | Registered Historic Place             | 2010 |       |
| P                                                                                   | Église Notre-Dame-du-Mont-Carmel                                                           | Église Notre-Dame-du-Mont-Carmel                          | Mont Carmel                                  | 5785, Route 11                         | 46.3916 -64.0328   | 1627  | 1898    | LP répertorié                         | 2003 |       |
| P                                                                                   | Alvin Roy House                                                                            | Téléverser                                                | Montague                                     | 619 Main Street                        | 46.1623 -62.6392   | 9669  |         | Registered Historic Place             | 2008 |       |
| P                                                                                   | Beck's Home Furniture, Gifts and Interiors                                                 | Téléverser                                                | Montague                                     | 18 Water Street                        | 46.1644 -62.6456   | 9051  |         | Registered Historic Place             | 2008 |       |
| P                                                                                   | Chester's Barber Shop and Laurie's Beauty Salon                                            | Téléverser                                                | Montague                                     | 571 Main Street                        | 46.1634 -62.6462   | 9151  |         | Registered Historic Place             | 2008 |       |
| P                                                                                   | Church of Christ                                                                           | Téléverser                                                | Montague                                     | 513 Main Street                        | 46.1712 -62.6514   | 8841  | 1879    | Registered Historic Place             | 2008 |       |
| P                                                                                   | Dan and Janet Hughes Home                                                                  | Téléverser                                                | Montague                                     | 615 Main Street                        | 46.1622 -62.6402   | 8958  |         | Registered Historic Place             | 2008 |       |
| P                                                                                   | David and Catherine Morrison Home                                                          | Téléverser                                                | Montague                                     | 610 Main Street                        | 46.1629 -62.6414   | 9103  | 1927    | Registered Historic Place             | 2008 |       |
| P                                                                                   | Doug and Maureen Panting Home                                                              | Téléverser                                                | Montague                                     | 625 Main Street                        | 46.1619 -62.6373   | 9697  |         | Registered Historic Place             | 2008 |       |
| P                                                                                   | Edward Blaisdell Home                                                                      | Téléverser                                                | Montague                                     | 591 Main Street                        | 46.163 -62.6437    | 9055  |         | Registered Historic Place             | 2008 |       |
| P                                                                                   | Elizabeth Watson Home                                                                      | Téléverser                                                | Montague                                     | 20 Wood Islands Road                   | 46.1618 -62.6447   | 8853  |         | Registered Historic Place             | 2008 |       |
| P                                                                                   | Garden of the Gulf Museum                                                                  | Téléverser                                                | Montague                                     | 564 Main Street                        | 46.1638 -62.6471   | 9318  | 1888    | Designated Historic Place             | 2008 |       |
| P                                                                                   | Joan Watson and Jackie Lavers Home                                                         | Téléverser                                                | Montague                                     | 614 Main Street                        | 46.1629 -62.6404   | 9375  | 1913    | Registered Historic Place             | 2008 |       |
| P                                                                                   | John Burck House                                                                           | Téléverser                                                | Montague                                     | 580 Main Street                        | 46.1635 -62.645    | 8863  |         | Registered Historic Place             | 2008 |       |
| P                                                                                   | Karen and Ron Garrett Home                                                                 | Téléverser                                                | Montague                                     | 13 Parkman Avenue                      | 46.1624 -62.6475   | 11503 |         | Registered Historic Place             | 2009 |       |
| P                                                                                   | Kenny and Annette Power House                                                              | Téléverser                                                | Montague                                     | 612 Main Street                        | 46.1628 -62.6407   | 9665  |         | Registered Historic Place             | 2008 |       |
| P                                                                                   | Lubbert and Beaulieu Home                                                                  | Téléverser                                                | Montague                                     | 608 Main Street                        | 46.163 -62.6416    | 9136  |         | Registered Historic Place             | 2008 |       |
| P                                                                                   | Perreault / Parent House                                                                   | Téléverser                                                | Montague                                     | 598 Main Street                        | 46.1633 -62.6428   | 10736 |         | Registered Historic Place             | 2008 |       |
| P                                                                                   | Shirley MacNeill Home                                                                      | Téléverser                                                | Montague                                     | 117 Chestnut Street                    | 46.1627 -62.646    | 8893  |         | Registered Historic Place             | 2008 |       |
| P                                                                                   | Sir Isaac's Restaurant and Mister Gabe's Pub                                               | Téléverser                                                | Montague                                     | 576 Main Street                        | 46.1635 -62.6455   | 8877  | 1921    | Registered Historic Place             | 2008 |       |
| P                                                                                   | The A.A. Building                                                                          | Téléverser                                                | Montague                                     | 577 Main Street                        | 46.1632 -62.6453   | 8994  |         | Registered Historic Place             | 2008 |       |
| P                                                                                   | The Graphic Office                                                                         | Téléverser                                                | Montague                                     | 567 Main Street                        | 46.1635 -62.6471   | 8910  |         | Registered Historic Place             | 2008 |       |
| P                                                                                   | The Hyndman Building                                                                       | Téléverser                                                | Montague                                     | 543 Main Street                        | 46.1662 -62.6495   | 8978  |         | Registered Historic Place             | 2008 |       |
| P                                                                                   | The Jackson House                                                                          | Téléverser                                                | Montague                                     | 601 Main Street                        | 46.1629 -62.6427   | 9662  |         | Registered Historic Place             | 2008 |       |
| P                                                                                   | The Mabon House                                                                            | Téléverser                                                | Montague                                     | 600 Main Street                        | 46.1631 -62.6425   | 8937  | 1939    | Registered Historic Place             | 2008 |       |
| P                                                                                   | The MacLaren Building                                                                      | Téléverser                                                | Montague                                     | 514 Main Street                        | 46.1697 -62.6505   | 9059  | 1946    | Registered Historic Place             | 2008 |       |
| P                                                                                   | The Munroe House                                                                           | Téléverser                                                | Montague                                     | 41 Riverside Drive                     | 46.1629 -62.6542   | 9160  |         | Registered Historic Place             | 2008 |       |
| P                                                                                   | The Pine's Bed and Breakfast                                                               | Téléverser                                                | Montague                                     | 31 Riverside Drive                     | 46.1635 -62.6522   | 9092  |         | Registered Historic Place             | 2008 |       |
| P                                                                                   | The Station                                                                                | Téléverser                                                | Montague                                     | 1 Station Street                       | 46.1646 -62.6482   | 9374  | 1906    | Registered Historic Place             | 2008 |       |
| P                                                                                   | Trent Sorrey House                                                                         | Téléverser                                                | Montague                                     | 599 Main Street                        | 46.1629 -62.6429   | 9146  |         | Registered Historic Place             | 2008 |       |
| P                                                                                   | Windows on the Water Restaurant                                                            | Téléverser                                                | Montague                                     | 558 Main Street                        | 46.1649 -62.6487   | 8949  |         | Registered Historic Place             | 2008 |       |
| P                                                                                   | Yeo House                                                                                  | Téléverser                                                | Montague                                     | 569 Main Street                        | 46.1634 -62.6466   | 9373  | 1918    | Registered Historic Place             | 2008 |       |
| F                                                                                   | Édifice du gouvernement du Canada                                                          | Téléverser                                                | Montague                                     | Main Street North                      | 46.165 -62.65      | 11085 | 1954    | Recognized Federal Heritage Building  | 1996 |       |
| P                                                                                   | Hudson Gordon House                                                                        | Téléverser                                                | Montrose                                     | 1681 Route 152                         | 46.855 -64.0801    | 1815  | 1914    | Registered Historic Place             | 2002 |       |
| P                                                                                   | Crane's Landing                                                                            | Téléverser                                                | Mount Stewart                                | 10686 St. Peters Road, Route 2         | 46.3676 -62.8753   | 5367  | 1889    | Registered Historic Place             | 2006 |       |
| P                                                                                   | The Walsh Home                                                                             | Téléverser                                                | Mount Stewart                                | 19 Welsh's Lane                        | 46.364 -62.8646    | 12109 |         | Registered Historic Place             | 2009 |       |
| P                                                                                   | Fred W. LeLacheur House                                                                    | Téléverser                                                | Murray Harbour                               | 210 Route 18A                          | 45.9943 -62.5283   | 15906 | 1904    | Registered Historic Place             | 2010 |       |
| P                                                                                   | MacKay Pioneer Cemetery                                                                    | Téléverser                                                | Murray Harbour                               | Cemetery Road                          | 46.006 -62.5134    | 16043 |         | Registered Historic Place             | 2010 |       |
| P                                                                                   | Samuel Prowse House                                                                        | Téléverser                                                | Murray Harbour                               | 1278 Main Street                       | 46.0055 -62.5246   | 15809 |         | Registered Historic Place             | 2010 |       |
| P                                                                                   | English Church Cemetery                                                                    | Téléverser                                                | Murray Harbour South                         | Murray Harbour Road - Route 18         | 46.0038 -62.5205   | 12844 |         | Registered Historic Place             | 2009 |       |
| P                                                                                   | Former Murray River United Church                                                          | Téléverser                                                | Murray River                                 | 9328 Main Street North                 | 46.0165 -62.615    | 16441 | 1894    | Registered Historic Place             | 2010 |       |
| P                                                                                   | Murray River Pioneer Cemetery                                                              | Téléverser                                                | Murray River                                 | Pioneer Cemetery Road                  | 46.0102 -62.5921   | 12834 | 1834    | Registered Historic Place             | 2009 |       |
| P                                                                                   | Moase Blacksmith Shop                                                                      | Téléverser                                                | New Annan                                    | 25578, Route 2                         | 46.4231 -63.6849   | 1679  | 1842    | Registered Historic Place             | 2003 |       |
| F                                                                                   | Phare postérieur d’un alignement                                                           | Phare postérieur d’un alignement                          | New London                                   |                                        | 46.51 -63.487      | 11290 | 1876    | Recognized Federal Heritage Building  | 1991 |       |
| P                                                                                   | Kent and Lyda Myers Home                                                                   | Téléverser                                                | New Perth                                    | 2654 Route 3                           | 46.2113 -62.6767   | 12072 |         | Registered Historic Place             | 2009 |       |
| P                                                                                   | Ruby Smith Home                                                                            | Téléverser                                                | New Perth                                    | 2965 Route 3                           | 46.2118 -62.6968   | 12092 |         | Registered Historic Place             | 2009 |       |
| F                                                                                   | Phare                                                                                      | Phare                                                     | North Cape / Cap du nord                     |                                        | 47.0577 -63.9966   | 11477 | 1865    | Recognized Federal Heritage Building  | 1991 |       |
| F                                                                                   | Phare de North Rustico                                                                     | Phare de North Rustico                                    | North Rustico                                |                                        | 46.454 -63.292     | 11435 | 1877    | Édifice fédéral du patrimoine reconnu | 1991 |       |
| P                                                                                   | Phare de North Rustico                                                                     | Phare de North Rustico                                    | North Rustico                                | 383 Harbourview Drive                  | 46.45531 -63.29228 | 19724 | 1876    | LP désigné                            | 2012 |       |
| P                                                                                   | Captain John Champion House                                                                | Téléverser                                                | Northport                                    | 342 - Route 152                        | 46.7988 -64.0594   | 16463 |         | Registered Historic Place             | 2010 |       |
| P                                                                                   | John Keefe / Alfred Gionet House                                                           | Téléverser                                                | Northport                                    | 251, Route 152                         | 46.7954 -64.0618   | 15402 |         | Registered Historic Place             | 2009 |       |
| P                                                                                   | Oulton's Island                                                                            | Oulton's Island                                           | Northport                                    | Oulton's Island                        | 46.7877 -64.045    | 10223 |         | Registered Historic Place             | 2008 |       |
| P                                                                                   | Sea Rescue Station                                                                         | Sea Rescue Station                                        | Northport                                    | 296, Route 152                         | 46.7968 -64.0593   | 15371 | 1907    | Registered Historic Place             | 2009 |       |
| P                                                                                   | D.E. Clarke's General Store                                                                | Téléverser                                                | Orwell                                       | 98 MacPhail Park Road                  | 46.1581 -62.833    | 1623  | 1864    | Designated Historic Place             | 2004 |       |
| P                                                                                   | Orwell Church                                                                              | Téléverser                                                | Orwell                                       | RR #2 Vernon                           | 46.1569 -62.8348   | 4602  | 1861    | Designated Historic Place             | 2005 |       |
| P                                                                                   | Orwell School                                                                              | Téléverser                                                | Orwell                                       | RR #2 Vernon                           | 46.1566 -62.8338   | 4591  | 1895    | Designated Historic Place             | 2005 |       |
| P                                                                                   | Sir Andrew Macphail Homestead                                                              | Téléverser                                                | Orwell                                       | 269 Macphail Park Road                 | 46.1592 -62.8228   | 5308  | 1856    | Designated Historic Place             | 2006 |       |
| P                                                                                   | Panmure Island Pioneer Cemetery                                                            | Téléverser                                                | Panmure Island                               | Lot 61                                 | 46.138 -62.502     | 12205 | 1813    | Registered Historic Place             | 2009 |       |
| F                                                                                   | Phare                                                                                      | Téléverser                                                | Panmure Island                               |                                        | 46.1448 -62.4669   | 10804 | 1853    | Recognized Federal Heritage Building  | 1991 |       |
| P                                                                                   | Park Corner Pioneer Roman Catholic Cemetery                                                | Téléverser                                                | Park Corner                                  | Route 20                               | 46.5334 -63.5605   | 10762 |         | Registered Historic Place             | 2008 |       |
| P                                                                                   | Townsend Burial Plot                                                                       | Téléverser                                                | Park Corner                                  | Campbell's Pond - Route 20             | 46.5354 -63.5433   | 13038 |         | Registered Historic Place             | 2009 |       |
| F                                                                                   | Tour                                                                                       | Tour                                                      | Point Prim Light Station                     |                                        | 46.0557 -63.0288   | 2078  | 1845    | Classified Federal Heritage Building  | 1992 |       |
| P                                                                                   | Old St. James Anglican Church                                                              | Téléverser                                                | Port Hill                                    | 5875 Route 12                          | 46.5673 -63.8788   | 8722  | 1841    | Registered Historic Place             | 2007 |       |
| P                                                                                   | Yeo House                                                                                  | Téléverser                                                | Port Hill                                    | 334 Green Park Road                    | 46.5888 -63.8932   | 1259  | 1865    | Designated Historic Place             | 2001 |       |
| P                                                                                   | St. Joachim's Waterside Pioneer Cemetery                                                   | Téléverser                                                | Pownal                                       | Waterside Road                         | 46.1928 -62.9567   | 16082 | 1804    | Registered Historic Place             | 2010 |       |
| F                                                                                   | Lieu historique national du Canada Jean-Pierre-Roma-à-Trois-Rivières                       | Téléverser                                                | Prince Edward Island                         |                                        | 46.1818 -62.5601   | 8459  | 1732    | National Historic Site of Canada      | 1933 |       |
| F                                                                                   | Phare                                                                                      | Phare                                                     | Prince Edward Island                         |                                        | 46.003 -62.46      | 11034 | 1881    | Recognized Federal Heritage Building  | 1991 |       |
| F                                                                                   | Phare                                                                                      | Téléverser                                                | Prince Edward Island                         |                                        | 46.402 -64.134     | 11078 | 1883    | Recognized Federal Heritage Building  | 1991 |       |
| F                                                                                   | Phare et sifflet de brume                                                                  | Phare et sifflet de brume                                 | Prince Edward Island                         |                                        | 45.9497 -62.7464   | 9768  | 1876    | Recognized Federal Heritage Building  | 1992 |       |
| F                                                                                   | Lieu historique national du Canada du Cavendish-de-L.-M.-Montgomery                        | Téléverser                                                | Prince Edward Island National Park of Canada | Route 6                                | 46.4881 -63.3782   | 5439  |         | National Historic Site of Canada      | 2004 |       |
| P                                                                                   | Princetown United Church                                                                   | Téléverser                                                | Princetown                                   | 18 Malpeque Road                       | 46.5298 -63.6878   | 7435  | 1870    | Designated Historic Place             | 2005 |       |
| P                                                                                   | St. Alexis Mission                                                                         | Téléverser                                                | Rollo Bay East                               | Cemetery Road                          | 46.3517 -62.3178   | 1884  | 1804    | Registered Historic Place             | 2001 |       |
| P                                                                                   | Edgar and Brenda Dewar Home                                                                | Téléverser                                                | Roseneath                                    | 135 Dewars Road                        | 46.2011 -62.6479   | 11973 | 1868    | Registered Historic Place             | 2009 |       |
| P                                                                                   | Maison Doucet                                                                              | Maison Doucet                                             | Rustico                                      | 2188 Church Road, Route 243            | 46.4234 -63.2841   | 1615  | 1768    | LP désigné                            | 2004 |       |
| P                                                                                   | Scotchfort Pioneer Cemetery                                                                | Téléverser                                                | Scotchfort                                   | Highway 2                              | 46.353 -62.9107    | 12282 | 1812    | Registered Historic Place             | 2009 |       |
| F                                                                                   | Phare                                                                                      | Téléverser                                                | Seacow Head                                  |                                        | 46.316 -63.809     | 11035 | 1863    | Recognized Federal Heritage Building  | 1991 |       |
| P                                                                                   | Matthew and McLean Heritage Building                                                       | Téléverser                                                | Souris                                       | 95 Main Street                         | 46.3547 -62.2534   | 5983  | 1869    | Designated Historic Place             | 2006 |       |
| F                                                                                   | Phare                                                                                      | Téléverser                                                | Souris East                                  | Kings County                           | 46.3427 -62.2412   | 10646 | 1880    | Recognized Federal Heritage Building  | 1992 |       |
| P                                                                                   | Old Princetown Road                                                                        | Téléverser                                                | South Granville                              | Old Princetown Road                    | 46.409 -63.4871    | 10672 |         | Designated Historic Place             | 2008 |       |
| P                                                                                   | Lauchlin Morrison House                                                                    | Téléverser                                                | South Pinette                                | 3412 Trans Canada Highway - Route 1    | 46.038 -62.9075    | 15829 | 1849    | Registered Historic Place             | 2010 |       |
| F                                                                                   | Banque des fermiers de Rustico                                                             | Banque des fermiers de Rustico                            | South Rustico                                |                                        | 46.4167 -63.3      | 7417  | 1863    | LHN                                   | 1959 |       |
| P                                                                                   | St. Augustine's Roman Catholic Church                                                      | St. Augustine's Roman Catholic Church                     | South Rustico                                | 2190 Church Road, Route 243            | 46.4235 -63.2845   | 1831  | 1838    | Registered Historic Place             | 2002 |       |
| P                                                                                   | Winsloe South United Church                                                                | Téléverser                                                | South Winsloe                                | 832 Winsloe Road, Route 223            | 46.3258 -63.1882   | 1638  | 1880    | Registered Historic Place             | 2001 |       |
| P                                                                                   | St. Mary's Acadian School                                                                  | Téléverser                                                | St. Ann                                      | 5511 Millvale Road - Route 231         | 46.4194 -63.3803   | 15186 |         | Registered Historic Place             | 2009 |       |
| P                                                                                   | McEachern Family Plot                                                                      | Téléverser                                                | St. Catherines                               | 907 St. Catherines Road                | 46.1973 -63.3038   | 11854 | 1904    | Registered Historic Place             | 2009 |       |
| P                                                                                   | La maison natale de Jean Chiasson                                                          | Téléverser                                                | St. Felix                                    | 1323 Greenmount Road, Route 153        | 46.9274 -64.0224   | 2691  | 1850    | Registered Historic Place             | 2001 |       |
| P                                                                                   | Miminegash United Church                                                                   | Téléverser                                                | St. Lawrence                                 | 10710 Route 14                         | 46.8546 -64.2247   | 9889  | 1881    | Registered Historic Place             | 2008 |       |
| P                                                                                   | Immaculate Conception Roman Catholic Church - Palmer Road                                  | Immaculate Conception Roman Catholic Church - Palmer Road | St. Louis                                    | 986, Palmer Road, Route 156            | 46.9132 -64.1573   | 1894  | 1893    | LP répertorié                         | 2002 |       |
| P                                                                                   | St. Margaret of Scotland Pioneer Cemetery                                                  | Téléverser                                                | St. Margarets                                | Bear Shore Road                        | 46.467 -62.384     | 13172 | 1805    | Designated Historic Place             | 2009 |       |
| P                                                                                   | Peter MacCallum House                                                                      | Téléverser                                                | St. Peter's Bay                              | 89 Bay Shore Road                      | 46.419 -62.5836    | 1944  | 1828    | Registered Historic Place             | 2003 |       |
| P                                                                                   | Tír na nÓg Inn                                                                             | Téléverser                                                | St. Peter's Bay                              | 5749 St. Peters Road                   | 46.4142 -62.5883   | 6275  |         | Registered Historic Place             | 2006 |       |
| P                                                                                   | St. Peter's Bay United Church                                                              | Téléverser                                                | St. Peters Bay                               | 5781 St. Peter's Road - Route 2        | 46.4139 -62.5902   | 9666  | 1886    | Registered Historic Place             | 2007 |       |
| P                                                                                   | Long Pond Cemetery                                                                         | Long Pond Cemetery                                        | Stanhope                                     | Prince Edward Island National Park     | 46.4166 -63.0937   | 12221 | 1790    | Registered Historic Place             | 2009 |       |
| P                                                                                   | Stanhope by the Sea                                                                        | Téléverser                                                | Stanhope                                     | 41 Point Pleasant Crescent             | 46.4238 -63.1451   | 5368  | 1855    | Registered Historic Place             | 2006 |       |
| P                                                                                   | Balahan House Farm                                                                         | Téléverser                                                | Stratford                                    | 66 Keppoch Road                        | 46.2084 -63.1082   | 10613 | 1852    | Registered Historic Place             | 2008 |       |
| P                                                                                   | Bayfield-Jaynes Property                                                                   | Téléverser                                                | Stratford                                    | 42 Owen Lane                           | 46.1964 -63.1091   | 1265  | 1850    | Registered Historic Place             | 2002 |       |
| P                                                                                   | Carlyle Cahill House                                                                       | Téléverser                                                | Stratford                                    | 8 Bayside Drive                        | 46.2237 -63.1065   | 10611 | 1843    | Registered Historic Place             | 2008 |       |
| P                                                                                   | Clifton Farm / William Mason House                                                         | Téléverser                                                | Stratford                                    | 75 Mason Road                          | 46.2393 -63.0879   | 10556 | 1851    | Registered Historic Place             | 2008 |       |
| P                                                                                   | Clifton United Church                                                                      | Téléverser                                                | Stratford                                    | 19 Clifton Road                        | 46.2365 -63.0902   | 6304  | 1849    | Designated Historic Place             | 2007 |       |
| P                                                                                   | Cross Roads Christian Church                                                               | Téléverser                                                | Stratford                                    | 15 Georgetown Road                     | 46.2159 -63.0736   | 10552 | 1839    | Registered Historic Place             | 2008 |       |
| P                                                                                   | Dewar House                                                                                | Téléverser                                                | Stratford                                    | 27 Hopeton Road                        | 46.2308 -63.0983   | 10565 | 1903    | Registered Historic Place             | 2008 |       |
| P                                                                                   | John W. Stewart House                                                                      | Téléverser                                                | Stratford                                    | 85 Stratford Road                      | 46.2228 -63.1049   | 10575 | 1850    | Registered Historic Place             | 2008 |       |
| P                                                                                   | Keppoch Farm House / Duncan House                                                          | Téléverser                                                | Stratford                                    | 22 Duncan Avenue                       | 46.1993 -63.1021   | 10585 | 1840    | Registered Historic Place             | 2008 |       |
| P                                                                                   | Major T.B. Rogers House                                                                    | Téléverser                                                | Stratford                                    | 172 Stratford Road                     | 46.2171 -63.0937   | 15667 | 1930    | Registered Historic Place             | 2009 |       |
| P                                                                                   | Mill Brook Farm                                                                            | Téléverser                                                | Stratford                                    | 40 Keppoch Road                        | 46.2116 -63.1056   | 10634 | 1860    | Registered Historic Place             | 2008 |       |
| P                                                                                   | The Brick House / William Mutch House                                                      | Téléverser                                                | Stratford                                    | 29 Stratford Road                      | 46.2267 -63.1023   | 10608 | 1828    | Registered Historic Place             | 2008 |       |
| P                                                                                   | The Burke House                                                                            | Téléverser                                                | Stratford                                    | 2 Glencove Drive                       | 46.2169 -63.1019   | 15212 | 1840    | Registered Historic Place             | 2009 |       |
| P                                                                                   | Wellington MacNeill House                                                                  | Téléverser                                                | Stratford                                    | 95 Georgetown Road                     | 46.2117 -63.0671   | 15221 | 1937    | Registered Historic Place             | 2009 |       |
| P                                                                                   | William Farquharson House                                                                  | Téléverser                                                | Stratford                                    | 156 Bunbury Road                       | 46.2347 -63.0818   | 10555 | 1830    | Registered Historic Place             | 2008 |       |
| P                                                                                   | Strathgartney Homestead Cemetery                                                           | Téléverser                                                | Strathgartney                                | Strathgartney Homestead                | 46.2114 -63.3433   | 10633 | 1871    | Registered Historic Place             | 2008 |       |
| P                                                                                   | St. Paul's Roman Catholic Church                                                           | Téléverser                                                | Sturgeon                                     | 1133 Cambridge Road - Route 17A        | 46.1072 -62.5336   | 11275 | 1888    | Registered Historic Place             | 2009 |       |
| Pour la ville de Summerside, voir Liste des lieux patrimoniaux de Summerside.       |                                                                                            |                                                           |                                              |                                        |                    |       |         |                                       |      |       |
| P                                                                                   | Convent of Notre Dame-des-Anges                                                            | Convent of Notre Dame-des-Anges                           | Tignish                                      | 206 Maple Street                       | 46.954 -64.0365    | 1904  | 1868    | Registered Historic Place             | 2001 |       |
| P                                                                                   | Gaudet Lodge                                                                               | Téléverser                                                | Tignish                                      | 197 Dalton Avenue                      | 46.9504 -64.0324   | 1942  | 1901    | Registered Historic Place             | 2001 |       |
| P                                                                                   | Government of Canada Building, Tignish                                                     | Government of Canada Building, Tignish                    | Tignish                                      | 289 Church Street                      | 46.9518 -64.0338   | 10533 | 1912    | Designated Historic Place             | 2008 |       |
| P                                                                                   | Handrahan's Cutting                                                                        | Téléverser                                                | Tignish                                      | Handrahan's Cutting                    | 46.5635 -64.0402   | 1926  |         | Registered Historic Place             | 2001 |       |
| P                                                                                   | Maple Grove Farm                                                                           | Téléverser                                                | Tignish                                      | 333 Church Street                      | 46.9566 -64.0344   | 16365 |         | Registered Historic Place             | 2010 |       |
| P                                                                                   | Église catholique romaine Saint-Simon-et-Saint-Jude                                        | Église catholique romaine Saint-Simon-et-Saint-Jude       | Tignish                                      | 208 Maple Street                       | 46.9532 -64.036    | 1642  | 1860    | Registered Historic Place             | 2001 |       |
| P                                                                                   | Omnibus Cemetery                                                                           | Téléverser                                                | Tignish Shore                                | Christopher Road                       | 46.9406 -64.0114   | 3583  | 1869    | Registered Historic Place             | 2003 |       |
| P                                                                                   | Omnibus Cemetery                                                                           | Téléverser                                                | Tignish Shore                                | 18968 Route 12                         | 46.9408 -64.0088   | 1720  |         | Registered Historic Place             | 2003 |       |
| P                                                                                   | Doma                                                                                       | Téléverser                                                | Tryon                                        | 21363 Trans Canada Highway - Route 1   | 46.2478 -63.5472   | 6062  | 1855    | Registered Historic Place             | 2006 |       |
| P                                                                                   | South Shore United Church                                                                  | South Shore United Church                                 | Tryon                                        | 85 Route 10                            | 46.2383 -63.5433   | 12207 | 1881    | Registered Historic Place             | 2009 |       |
| P                                                                                   | Tryon Christian Church Cemetery                                                            | Téléverser                                                | Tryon                                        | 21290 Trans Canada Highway             | 46.2449 -63.5455   | 10622 |         | Registered Historic Place             | 2008 |       |
| P                                                                                   | Uigg Baptist Church                                                                        | Téléverser                                                | Uigg                                         | 5193 Murray Harbour Road, Route 24     | 46.1779 -62.8239   | 1633  | 1874    | Registered Historic Place             | 2003 |       |
| P                                                                                   | Uigg School                                                                                | Téléverser                                                | Uigg                                         | 4894 Murray Harbour Road, Route 24     | 46.1661 -62.8146   | 1758  | 1877    | Registered Historic Place             | 2003 |       |
| P                                                                                   | Briarwood                                                                                  | Téléverser                                                | Union                                        | 253 Matthews Lane                      | 46.7993 -64.0772   | 9901  | 1917    | Registered Historic Place             | 2008 |       |
| P                                                                                   | Cold Comfort Farm                                                                          | Cold Comfort Farm                                         | Union                                        | 355 Matthews Lane                      | 46.7951 -64.0747   | 15262 | 1917    | Registered Historic Place             | 2009 |       |
| P                                                                                   | Old Dock Cemetery                                                                          | Old Dock Cemetery                                         | Union                                        | Route 12                               | 46.8094 -64.0831   | 16464 |         | Registered Historic Place             | 2010 |       |
| P                                                                                   | The Irving House                                                                           | Téléverser                                                | Union                                        | 14751 Cascumpec Road - Route 12        | 46.8036 -64.0894   | 3322  | 1875    | Registered Historic Place             | 2005 |       |
| P                                                                                   | 10 Main Street                                                                             | 10 Main Street                                            | Victoria                                     | 10 Main Street                         | 46.2146 -63.4906   | 5719  |         | Registered Historic Place             | 2006 |       |
| P                                                                                   | 10 Nelson Street                                                                           | Téléverser                                                | Victoria                                     | 10 Nelson Street                       | 46.2141 -63.4915   | 6053  |         | Registered Historic Place             | 2006 |       |
| P                                                                                   | 132 Nelson Street                                                                          | Téléverser                                                | Victoria                                     | 132 Nelson Street                      | 46.2187 -63.4934   | 6243  |         | Registered Historic Place             | 2006 |       |
| P                                                                                   | 2 Howard Street                                                                            | Téléverser                                                | Victoria                                     | 2 Howard Street                        | 46.2152 -63.4902   | 5706  |         | Registered Historic Place             | 2006 |       |
| P                                                                                   | 22 Main Street                                                                             | Téléverser                                                | Victoria                                     | 22 Main Street                         | 46.2151 -63.4909   | 5726  |         | Registered Historic Place             | 2006 |       |
| P                                                                                   | 22 Water Street                                                                            | Téléverser                                                | Victoria                                     | 22 Water Street                        | 46.2136 -63.4907   | 6261  |         | Registered Historic Place             | 2006 |       |
| P                                                                                   | 23 Russell Street                                                                          | Téléverser                                                | Victoria                                     | 23 Russell Street                      | 46.2154 -63.4903   | 6255  |         | Registered Historic Place             | 2006 |       |
| P                                                                                   | 24 Main Street                                                                             | Téléverser                                                | Victoria                                     | 24 Main Street                         | 46.2152 -63.491    | 6028  |         | Registered Historic Place             | 2006 |       |
| P                                                                                   | 26 Howard Street                                                                           | Téléverser                                                | Victoria                                     | 26 Howard Street                       | 46.2147 -63.4918   | 5715  |         | Registered Historic Place             | 2006 |       |
| P                                                                                   | 27 Main Street                                                                             | Téléverser                                                | Victoria                                     | 27 Main Street                         | 46.2152 -63.4914   | 6027  |         | Registered Historic Place             | 2006 |       |
| P                                                                                   | 28 Main Street                                                                             | Téléverser                                                | Victoria                                     | 28 Main Street                         | 46.2155 -63.4912   | 6029  |         | Registered Historic Place             | 2006 |       |
| P                                                                                   | 3 Russell Street                                                                           | Téléverser                                                | Victoria                                     | 3 Russell Street                       | 46.2142 -63.4895   | 6254  |         | Registered Historic Place             | 2006 |       |
| P                                                                                   | 30 Main Street                                                                             | Téléverser                                                | Victoria                                     | 30 Main Street                         | 46.2156 -63.4912   | 6033  |         | Registered Historic Place             | 2006 |       |
| P                                                                                   | 31 Main Street                                                                             | Téléverser                                                | Victoria                                     | 31 Main Street                         | 46.2155 -63.4916   | 6044  |         | Registered Historic Place             | 2006 |       |
| P                                                                                   | 31 Nelson Street / Dunrovin                                                                | Téléverser                                                | Victoria                                     | 31 Nelson Street                       | 46.2155 -63.4929   | 6230  | 1910    | Registered Historic Place             | 2006 |       |
| P                                                                                   | 5 Main Street                                                                              | Téléverser                                                | Victoria                                     | 5 Main Street                          | 46.2141 -63.4906   | 5717  |         | Registered Historic Place             | 2006 |       |
| P                                                                                   | 6 Howard Street                                                                            | Téléverser                                                | Victoria                                     | 6 Howard Street                        | 46.215 -63.4906    | 5713  | 1925    | Registered Historic Place             | 2006 |       |
| P                                                                                   | 6 Howard Street                                                                            | Téléverser                                                | Victoria                                     | 6 Howard Street                        | 46.215 -63.4906    | 14931 | 1925    | Designated Historic Place             | 2009 |       |
| P                                                                                   | 8 Nelson Street                                                                            | Téléverser                                                | Victoria                                     | 8 Nelson Street                        | 46.214 -63.4915    | 8727  |         | Registered Historic Place             | 2007 |       |
| P                                                                                   | 88 Nelson Street / The Rowans                                                              | Téléverser                                                | Victoria                                     | 88 Nelson Street                       | 46.2173 -63.493    | 6237  |         | Registered Historic Place             | 2006 |       |
| P                                                                                   | 9 Russell Street                                                                           | 9 Russell Street                                          | Victoria                                     | 9 Russell Street                       | 46.2144 -63.4897   | 5681  |         | Registered Historic Place             | 2006 |       |
| P                                                                                   | Boswell Home                                                                               | Téléverser                                                | Victoria                                     | 98 Nelson Street                       | 46.2177 -63.493    | 5642  | 1890    | Registered Historic Place             | 2006 |       |
| P                                                                                   | Eureka House                                                                               | Eureka House                                              | Victoria                                     | 20 Water Street                        | 46.2137 -63.4905   | 5672  |         | Registered Historic Place             | 2006 |       |
| P                                                                                   | Island Chocolates Company Building                                                         | Téléverser                                                | Victoria                                     | 7 Main Street                          | 46.2143 -63.4907   | 5643  | 1883    | Registered Historic Place             | 2006 |       |
| P                                                                                   | St. John the Evangelist Anglican Church                                                    | St. John the Evangelist Anglican Church                   | Victoria                                     | 391 Nelson Street                      | 46.2289 -63.4967   | 6250  | 1901    | Registered Historic Place             | 2006 |       |
| P                                                                                   | The "Seagull"                                                                              | Téléverser                                                | Victoria                                     | 27 Water Street                        | 46.2134 -63.4905   | 1616  | 1873    | Registered Historic Place             | 2004 |       |
| P                                                                                   | The Landmark Café                                                                          | The Landmark Café                                         | Victoria                                     | 12 Main Street                         | 46.2147 -63.4907   | 5678  |         | Registered Historic Place             | 2006 |       |
| P                                                                                   | The Orient Hotel                                                                           | The Orient Hotel                                          | Victoria                                     | 34 Main Street                         | 46.2159 -63.4913   | 5677  | 1900    | Registered Historic Place             | 2006 |       |
| P                                                                                   | The Victoria Village Inn                                                                   | Téléverser                                                | Victoria                                     | 22 Howard Street                       | 46.2148 -63.4915   | 7432  |         | Designated Historic Place             | 2007 |       |
| P                                                                                   | Victoria Community Hall                                                                    | Victoria Community Hall                                   | Victoria                                     | 20 Howard Street                       | 46.2149 -63.4912   | 7431  | 1915    | Designated Historic Place             | 2007 |       |
| P                                                                                   | Victoria Rose Farmstead                                                                    | Téléverser                                                | Victoria                                     | 824, Route 116                         | 46.215 -63.5003    | 10561 |         | Registered Historic Place             | 2008 |       |
| P                                                                                   | Victoria United Church                                                                     | Téléverser                                                | Victoria                                     | 106 Nelson Street                      | 46.2179 -63.4931   | 5682  | 1877    | Registered Historic Place             | 2006 |       |
| P                                                                                   | Anna Campbell Home                                                                         | Téléverser                                                | Victoria Cross                               | 5692 Sparrows Road, Route 320          | 46.1597 -62.6769   | 10742 |         | Registered Historic Place             | 2008 |       |
| P                                                                                   | Knox's Dam                                                                                 | Téléverser                                                | Victoria Cross                               | Route 320                              | 46.1587 -62.6753   | 12038 | 1917    | Registered Historic Place             | 2009 |       |
| P                                                                                   | Knox's Dam Bed and Breakfast                                                               | Knox's Dam Bed and Breakfast                              | Victoria Cross                               | 442 South Montague Road - Route 353    | 46.1585 -62.6743   | 12025 |         | Registered Historic Place             | 2009 |       |
| P                                                                                   | James Warren Field Cemetery                                                                | Téléverser                                                | Warren Grove                                 | 67 Mill Road                           | 46.2711 -63.2127   | 10621 | 1807    | Registered Historic Place             | 2008 |       |
| P                                                                                   | Spurgeon Warren Field Cemetery                                                             | Téléverser                                                | Warren Grove                                 | North Yorke Road - Route 248           | 46.2703 -63.2021   | 11876 | 1899    | Registered Historic Place             | 2009 |       |
| P                                                                                   | West Cape Presbyterian Cemetery                                                            | Téléverser                                                | West Cape                                    | Route 14                               | 46.6757 -64.4111   | 16103 |         | Registered Historic Place             | 2010 |       |
| P                                                                                   | Wood Islands Women's Institute Hall                                                        | Téléverser                                                | Wood Islands                                 | 822 Trans Canada Highway, Route 1      | 45.9673 -62.7853   | 3356  | 1842    | Registered Historic Place             | 2005 |       |
| P                                                                                   | Wood Islands Pioneer Cemetery                                                              | Téléverser                                                | Wood Islands West                            | Pioneer Cemetery Road                  | 45.9622 -62.782    | 12872 | 1807    | Registered Historic Place             | 2009 |       |
| P                                                                                   | St. Anthony's Parish House                                                                 | St. Anthony's Parish House                                | Woodstock                                    | 37947 Western Road - Route 2           | 46.7389 -64.1761   | 16401 | 1879    | Registered Historic Place             | 2010 |       |
| P                                                                                   | St. Anthony's Roman Catholic Church, Bloomfield                                            | St. Anthony's Roman Catholic Church, Bloomfield           | Woodstock                                    | 12 Howlan Road, Route 143              | 46.7382 -64.1762   | 15242 | 1877    | Registered Historic Place             | 2009 |       |
| P                                                                                   | The Goff House                                                                             | Téléverser                                                | Woodville Mills                              | 5127 Launching Road, Route 311         | 46.2402 -62.5173   | 5307  | 1841    | Designated Historic Place             | 2006 |       |
| P                                                                                   | Dockendorff Pioneer Cemetery                                                               | Téléverser                                                | York Point                                   | York Point Road                        | 46.2249 -63.1669   | 11802 | 1932    | Registered Historic Place             | 2009 |       |